# Kurt Maloo

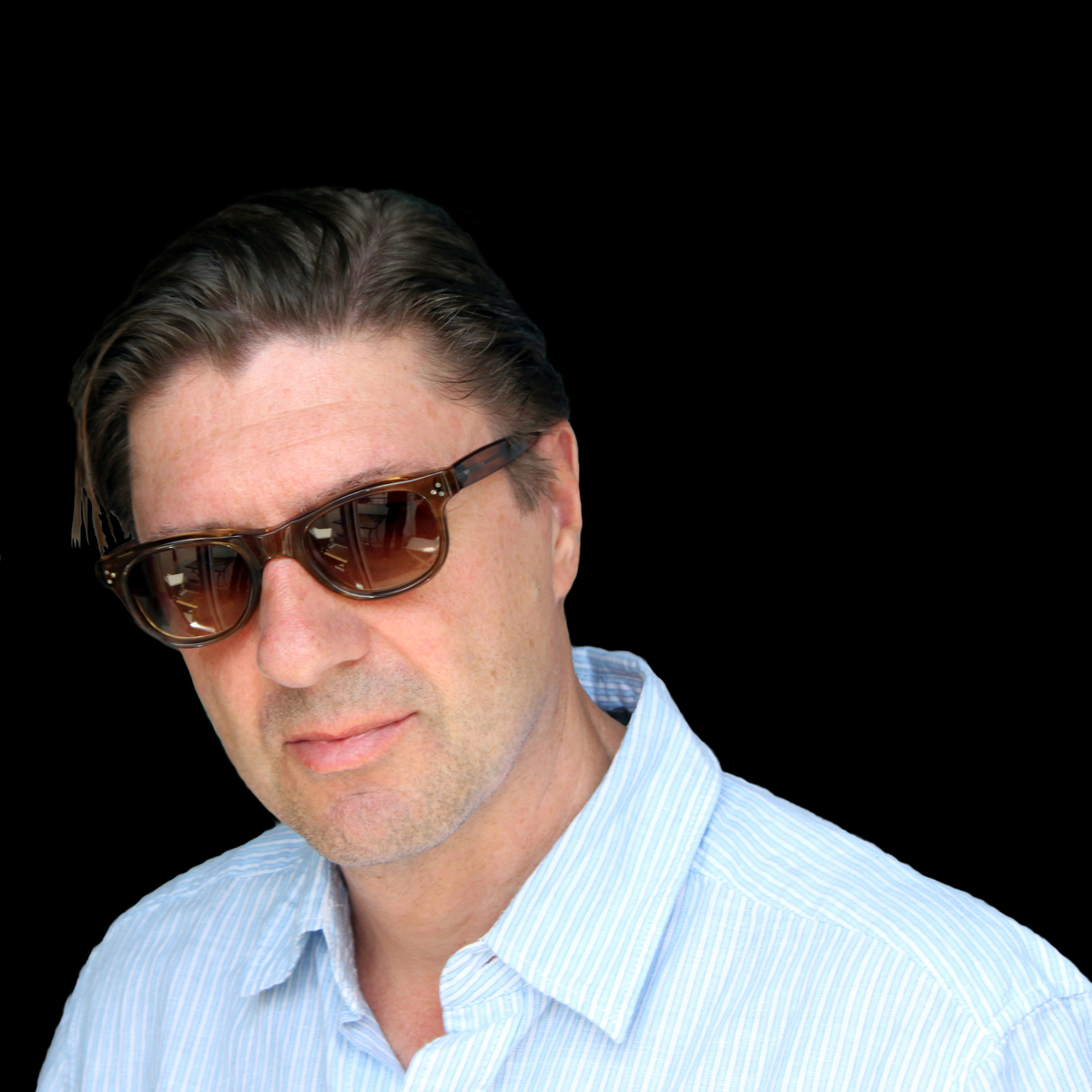
Kurt Maloo (2009)

Kurt Maloo (* 16. April 1953 in Zürich; bürgerlich Kurt Meier) ist ein Schweizer Sänger, Komponist und Musikproduzent. International bekannt wurde er in den 1980er-Jahren als Frontmann der Band Double, die 1986 mit The Captain of Her Heart einen Welthit landete. Das von Maloo mitkomponierte Lied ist sein bislang grösster Erfolg. Seit der Auflösung von Double im Jahr 1989 ist er als Solokünstler aktiv.

## Familiärer Hintergrund
Maloo wurde in Zürich geboren. Seine Eltern waren Arnold und Babette Meier. Der Vater war Direktor einer Bank. In der Familie spielte Musik eine grosse Rolle. Im Alter von 11 Jahren lernte Maloo Gitarre spielen. Er absolvierte an der Swiss Business School in Zürich eine Ausbildung zum Kaufmann, arbeitete in diesem Beruf aber nicht.
Maloo ist mit dem ehemaligen Model Anja Müller verheiratet. Das Paar lebte ab 1986 einige Jahre lang in Paris. Dort wurde 1991 die gemeinsame Tochter geboren. Später zogen sie nach Hamburg, wo 1994 ihr Sohn zur Welt kam und die Familie noch immer lebt.

## Werk
An die Berufsausbildung schlossen sich in den frühen 1970er-Jahren Einsätze als Statist am Schauspielhaus Zürich an, die zur Deckung des Lebensunterhalts dienten. Hinzu kamen erste Versuche als Konzeptkünstler und Maler. Als «Junger Wilder» trat er unter anderem mehrfach bei Vernissagen begleitend mit einer Elektrogitarre auf.
In diese Zeit fiel die Wahl des Künstlernamens Kurt Maloo, zu der angeblich «rein phonetische Gründe» geführt hatten. Dieter Meiers Vorschlag, sich «Rudi Buenos Aires» zu nennen, griff er nicht auf.

### MAEZ
Zusammen mit Marc Gubler, Hans Bosshard und René Rüegg, mit denen er zu dieser Zeit in einer Wohngemeinschaft in Zürich lebte, bildete Maloo 1975 die Künstlergruppe MAEZ (Modern Art Ensemble Zurich). Sie veranstaltete Happenings und Konzeptkunst. Maloo verband einige Darbietungen mit Musik.

### Troppo
Aus MAEZ entwickelte sich im Laufe des Jahres die Band Troppo, der anfänglich neun Mitglieder angehörten. Die Band debütierte im Dezember 1976 mit einem Konzert in der Roten Fabrik in Zürich. Troppo spielte Art-Punk-Musik, die Maloo rückblickend als «laut, chaotisch und anders» beschrieb. Ihr Programm orientierte sich an den New York Dolls und Funkadelic. Nach und nach trennten sich einige Musiker von der Band, die zeitweise mit sechs oder vier Mitgliedern vor allem in der Schweiz auftrat, bis Troppo zum Schluss nur noch ein Trio war. 1978 löste sich die Band auf.

### Ping Pong
Nach einem Intermezzo als Solokünstler gründete Maloo 1980 zusammen mit Felix Haug und Hazel Pazzi das New-Wave-Trio Ping Pong. Haug war Schlagzeuger der Schweizer Elektronik-Band Yello gewesen. Maloo übernahm Gesang und Gitarre, und Pazzi war der Bassist. Stilistisch orientierte sich Ping Pong an The Police. Zunächst absolvierte die Band eine Reihe von Live-Auftritten in der Schweiz. 1982 brachte Ping Pong die Single Rhythm Walk heraus, die ein lokaler Erfolg war. Später spielte die Band dann mit dem Produzenten Phil Manzanera im Studio der britischen Band Roxy Music einige Aufnahmen von Liedern ein, die Maloo geschrieben hatte. Diese Versionen wurden aber nicht veröffentlicht. Kurz darauf erhielt Ping Pong einen Vertrag mit einer Teldec-Tochter, die die Lieder zusammen mit weiterem Material erneut – diesmal in Frankfurt – produzieren liess. Die Aufnahmen erschienen 1982 auf dem Album From Exile. Am 14. Juli 1982 spielte die Band auf dem Montreux Jazz Festival. Im Herbst 1982 verliess Pazzi die Band.

### Double

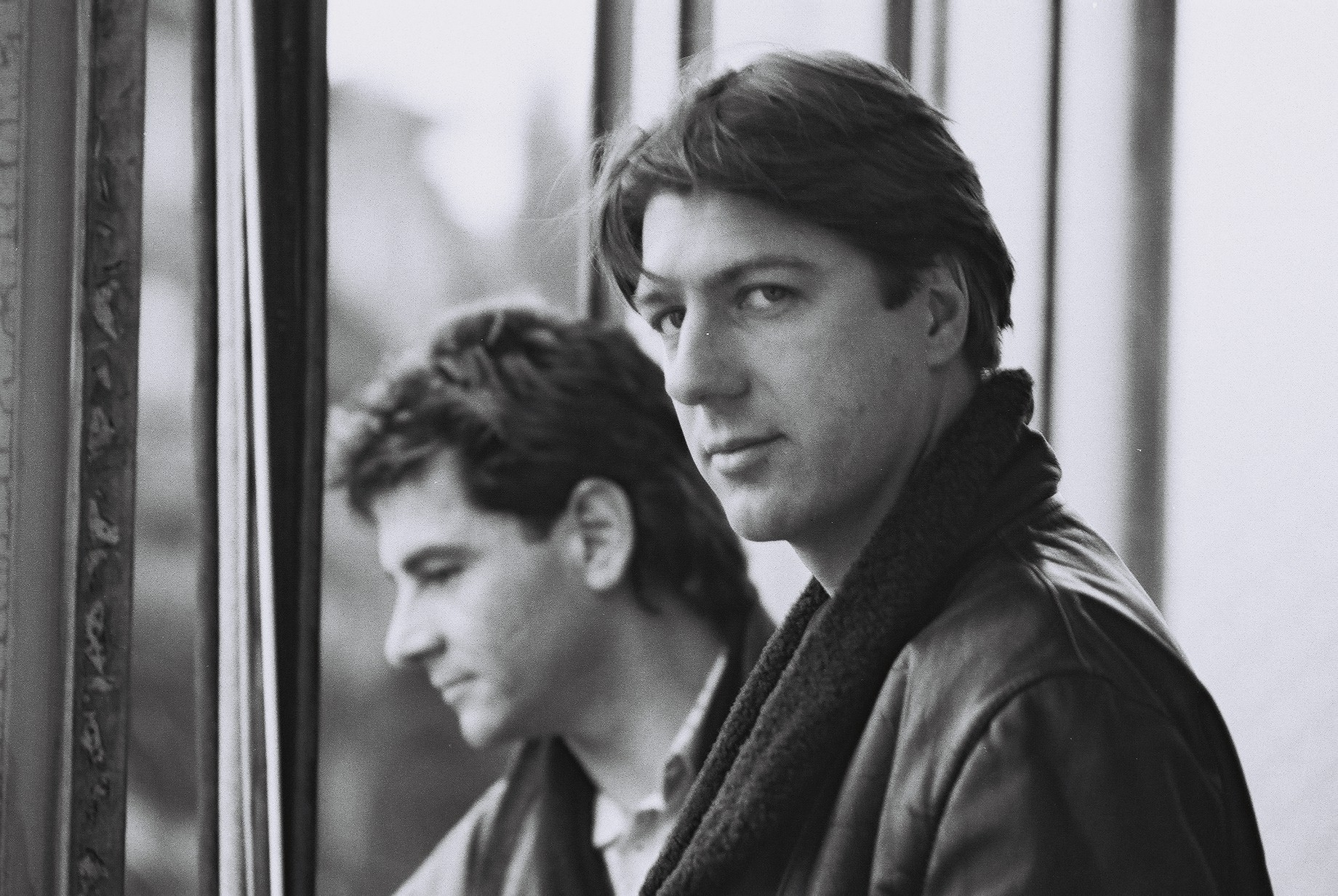
Ping Pong und Double: Kurt Maloo (rechts) und Felix Haug (1986 in San Remo)

Nach dem Ausstieg Pazzis machten Maloo und Haug allein weiter. Sie änderten den Namen der Band in Double. 1983 erschien mit Naningo die erste Single des Duos, von der laut Maloo 44 Stück verkauft wurden. 1984 folgten die Maxisingles Rangoon Moon und Woman of the World, die 4000 bzw. 25.000 Käufer fanden. Ein selbst produziertes Schwarz-Weiss-Video zu Rangoon Moon lief bei VH1 zeitweise in Heavy Rotation.
Im Herbst 1985 brachte Double schliesslich mit Blue das erste Album auf den Markt. Es enthält Neuaufnahmen von Rangoon Moon und Woman of the World sowie sechs neue Lieder, unter ihnen The Captain of Her Heart. Die Aufnahmen hierzu entstanden in Stein am Rhein im Picar Studio des Schweizer Produzenten Herbert Hofmann, der unter dem Künstlernamen Phil Carmen selbst ein erfolgreicher Sänger war, sowie im Studio der Kölner Band Can. Herausragend war The Captain of Her Heart, das mit einem markanten Piano-Riff beginnt. Ein Kritiker meinte, Maloo, dessen Gesang «wie aus dem Ärmel geschüttelt» schien, wirke in diesem Lied «noch cooler als Bryan Ferry», und Christian Ostermeier habe «das beste Saxofonsolo diesseits von Gerry Raffertys Baker Street» gespielt. The Captain of Her Heart wurde zum Welthit. Die Single-Auskopplung erreichte in Deutschland und England Top-10-, in Österreich, der Schweiz und den USA Top-20-Status. Die Veröffentlichung des Albums wurde 1986 durch eine ausgedehnte, mehr als ein Jahr dauernde Werbetour begleitet; eine Tournee mit Livekonzerten gab es dagegen nicht.
1986 begannen die Arbeiten am Nachfolgealbum Dou3le. Die Aufnahmen entstanden Anfang 1987 in Zürich. Gastmusiker waren unter anderem Herb Alpert und der polnische Multiinstrumentalist Michał Urbaniak, der gegen den Willen Maloos auf Devils Ball ein «ellenlanges wildes Solo» auf einer Elektrogeige spielte und nach Maloos Ansicht das Hitpotential des Liedes vernichtete. Dou3le erschien im Spätsommer 1987. Das Album konnte nicht an den Erfolg von Blue anknüpfen. Lediglich in der Schweiz war es kommerziell erfolgreich. Zu der ausgekoppelten Single Devils Ball entstand ein aufwendiges Video, das die Bildersprache von Jean Cocteaus Experimentalfilm Das Blut eines Dichters (1930) aufgriff. Ungeachtet dieses Aufwands kam Devils Ball nur in Grossbritannien in die Charts und kam nicht über Platz 71 hinaus.
Erste Arbeiten für ein drittes Album begannen Ende 1988. Maloo und Haug hatten zu dieser Zeit unterschiedliche Vorstellungen über die Weiterentwicklung der Band: Während Maloo beim herkömmlichen Popsong-Format bleiben wollte, war Haug experimenteller ausgerichtet und stellte sich laut Maloo «cinematografische Klanglandschaften» vor. Im Februar 1989 trennten sich Maloo und Haug, bevor das dritte Album fertiggestellt war. Mitte der 1990er-Jahre nahmen sie zusammen wieder einige Lieder auf, die allerdings nicht veröffentlicht wurden. Zu Beginn der 2000er-Jahre gab es Überlegungen, mit diesem Material ein neues Double-Album zu produzieren. Bevor es dazu kam, starb Haug. Die Arbeiten aus dieser Zeit flossen schliesslich in Maloos 2006er Album Loopy Avenue ein.

### Solokünstler
Bereits nach dem Ende der Band Troppo hatte Maloo 1979 mit Giant Lady eine erste Solo-Single aufgenommen. Im Jahr darauf folgte das EP-Album Luna, Luna + 7 Notorious Maloo Homeworks, deren Lieder zum überwiegenden Teil in Maloos Wohnung eingespielt worden waren. Die A-Seite mit dem Titellied Luna Luna lief mit 45, die B-Seite mit sieben weiteren Liedern dagegen mit 33 1⁄3 Umdrehungen pro Minute. Die EP wurde 5000-mal gepresst.
Maloos erstes Album nach der Auflösung von Double heisst Single. Es wurde zuerst 1990 von Polygram veröffentlicht und blieb ohne Chartplatzierung. Das nächste Soloalbum sollte ursprünglich ebenfalls eine Polygram-Produktion werden. Das Management hielt Maloos Demoaufnahmen allerdings nicht für erfolgversprechend, und weil es zu keiner Einigung kam, zahlte Polygram an Maloo eine «relativ hohe Abfindung, damit sie die Platte nicht veröffentlichen mussten.» Maloo produzierte das Album letztlich ohne Label. Die Aufnahmen entstanden wieder im Can-Studio in Weilerswist. Nach der Fertigstellung der Aufnahmen erhielt Maloo einen Vertrag von Mambo Music, einem Sublabel von Sony Entertainment, das sie 1995 als Album unter dem Titel Soul & Echo auf den Markt brachte. Auch Soul & Echo kam nicht in die Charts. Lediglich in Griechenland wurde die ausgekoppelte Single Young King ein kleiner Hit. Nach zehnjähriger Pause und zwei Jahre nach Haugs Tod brachte Maloo 2006 beim Hamburger Label Edel Records das Album Loopy Avenue heraus, das bekannte Double-Hits in neu arrangierter Form sowie bis dahin unveröffentlichte Aufnahmen von Maloo und Haug aus den 1990er-Jahren enthält. Maloo wollte damit «das Thema Double zu einem versöhnlichen Abschluss bringen.» 2009 veröffentlichte Maloo bei dem zu Verve Records gehörenden Label Verve Forecast das Album Summer of Better Times, das neues Material enthielt und nahezu vollständig in seiner Hamburger Wohnung aufgenommen worden war. Gastmusiker, darunter eine sizilianische Geigerin und der griechische Chor Putokazi, spielten ihre Beiträge bei sich vor Ort ein und übermittelten sie elektronisch an Maloo. Mit den Liedern aus Summer of Better Times und alten Double-Stücken ging Maloo 2009 erstmals seit zwei Jahrzehnten wieder auf Tournee. Sein bislang letztes Album ist What About, das er im November 2014 unter dem eigenen Label CafeSwizz Productions auf den Markt brachte. Ausserdem arbeitet Maloo überregional mit anderen Künstlern zusammen, unter anderem mit dem norwegischen DJ Rune Lindbæk.

## Kurt Maloo undThe Captain of Her Heart
The Captain of Her Heart war ein Welthit, an dessen Erfolg Maloo in der Folgezeit weder mit Double noch allein anknüpfen konnte. Er wird deshalb üblicherweise als One Hit Wonder beschrieben. Im Gegensatz zu anderen Autoren und Interpreten solcher Titel hat Maloo sich nicht öffentlich von seinem grössten Erfolg distanziert. Für Maloo bedeutete das Lied, das er kurz «The Captain» nennt, finanzielle Unabhängigkeit. Einem Zeitungsbericht aus dem Jahr 2017 zufolge erhält er als Mitautor von der Verwaltungsgesellschaft SUISA für das Lied «jedes Quartal einen fünfstelligen Betrag». In einem Interview mit dem SRF vom Oktober 2014 erklärte Maloo: «Der Captain zahlt mir die Miete.»

## Diskografie

### Mit Ping Pong

#### Album
- 1982: From Exile

#### Single
- 1982: Rhythm Walk

### Mit Double

#### Alben
- 1985: Blue
- 1987: DOU3LE
- 2006: Loopy Avenue (Kurt Maloo vs. Double)

#### Singles
- 1983: Double (inkl. Naningo, El Dorado und Es)
- 1984: Rangoon Moon
- 1984: Woman of the World
- 1985: Your Prayer Takes Me Off
- 1985: The Captain of Her Heart
- 1986: Tomorrow
- 1987: Devils Ball
- 1987: Gliding
- 2010: Handle (mit F.D.H) (nur Japan)

### Als Solokünstler

#### Alben
- 1980: Luna, Luna + 7 Notorious Maloo Homeworks (Minialbum, limitiert)
- 1990: Single
- 1995: Soul & Echo
- 2006: Loopy Avenue (Kurt Maloo vs. Double)
- 2010: Summer of Better Times
- 2014: What About
- 2023: Off the Record Vol. 1
- 2024: Off the Record Vol. 2

#### Singles
- 1979: Giant Lady
- 1990: Lovegrow
- 1991: End of the Season
- 1995: The Captain of Her Heart
- 1995: Young King
- 1996: Jealousy
- 2010: Afterglow
- 2012: Wonder (Rune Lindbæk feat. Kurt Maloo)
- 2016: City of Rain